# سنگ دگرگونی

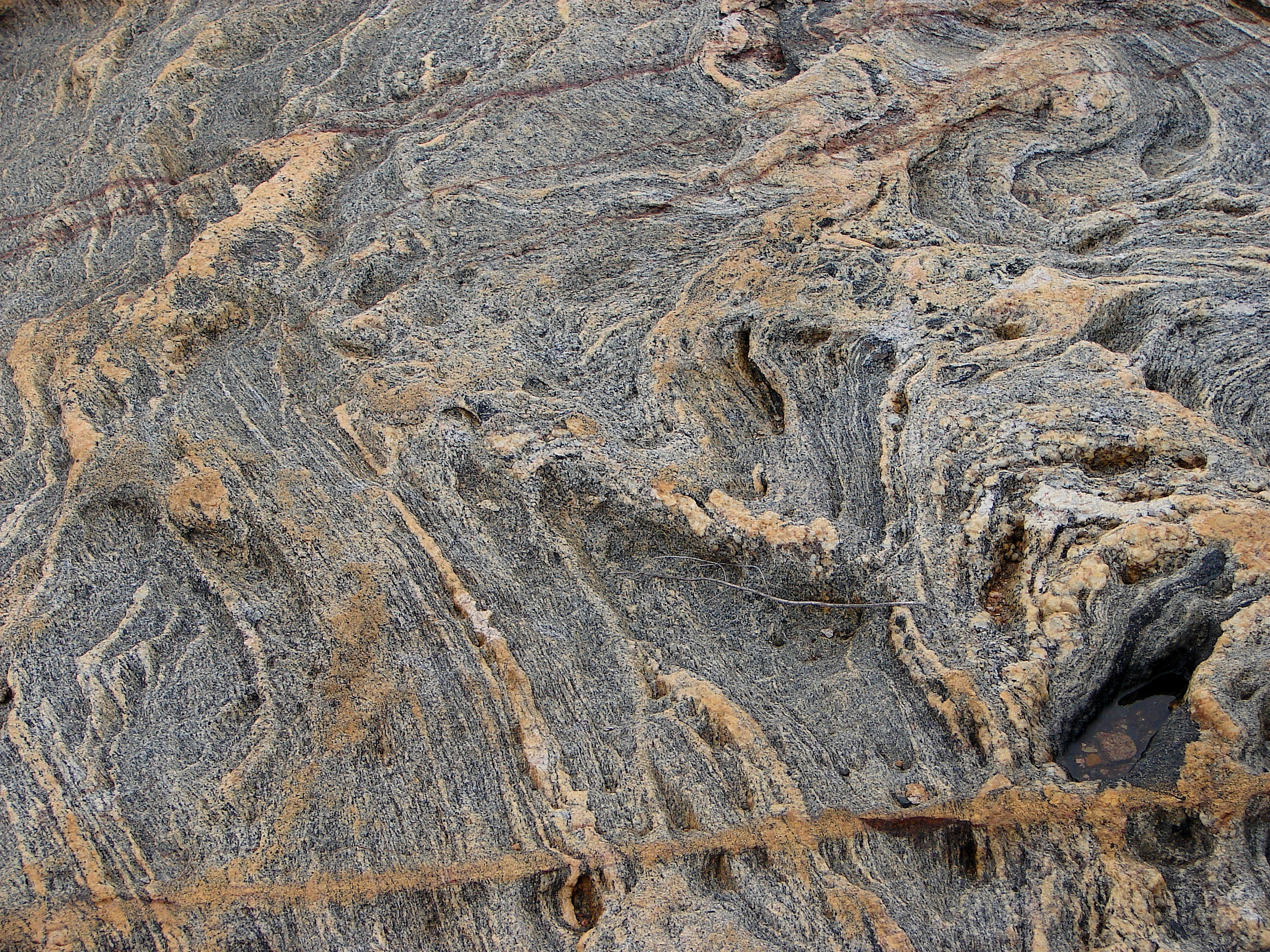
نمایی از یک سنگ دگرگونی در کانادا - ۲۰۱۳

سنگ دگرگونی، (به انگلیسی: Metamorphic rock) که از کلمه لاتین Metamorphic به معنای تغییر شکل گرفته شده‌است، به این اشاره دارد که سنگ اولیه، شکل اصلی خود را در اثر عوامل محیطی (فشار، دما) شکل داده‌است و به شکل جدید درآمده است.

## دید کلی
سنگهای دگرگون، سنگ‌هایی هستند که تقریباً از تغییر شکل سنگ‌های قبلی به علت تغییر شرایط فیزیکی (فشار ـ دما) یا شیمیایی و در حالت جامد به‌وجود می‌آیند. پدیده دگرگون به محو و ناپدید شدن یک یا مجموعه‌ای از کانی‌های متبلور سنگ تعبیر می‌شود. این تغییرات ممکن است بر روی سنگ‌های رسوبی که در شرایط سطحی به وجود آمده‌اند یا در سنگ‌های آذرین که از ماگما متبلور گردیده یا حتی در سنگ‌های دگرگونی حادث شود.
در حالت اخیر، شرایط دگرگون شدگی سنگ قبلی تغییر می‌نماید و این پدیده با ظهور و پیدایش یک یا مجموعه‌ای از کانی‌های جدید همراه می‌باشد؛ بنابراین دگرگونی عبارت از پاسخی است که هر سنگ در مقابل تغییرات محیط شیمیایی یا فیزیکی از خود بروز می‌دهد و این پاسخ به صورت تجدید تبلور کانی‌های قدیمی به دانه‌های جدید یا پدیدار شدن کانی‌های نوظهور و تخریب بعضی دیگر تجلی می‌کند.

## تاریخچه
واژه متامورفیسم برای اولین بار در سال ۱۸۲۰ توسط fA.Boue عنوان گردید و جیمز هاتن اولین کسی بود که در کتاب خود به نام فرضیه کره زمین به مفاهیم کلی دگرگونی اشاره نمود.

## سیر تحولی و رشد
- Elie de Beament و A. Daubre که در اواسط قرن نوزدهم می‌زیسته‌اند، اولین کسانی بودند که دگرگونی ناحیه‌ای و دگرگونی مجاورتی را از هم متمایز کردند و اصطلاح دگرگونی ناحیه‌ای توسط A.Daubre وارد این علم گردید.
- با عنوان شدن واژه ژئوسنکلینال‌ها توسط J.D.Dana, James Hall و E.Haug در فاصله سالهای بین ۱۸۵۹ و ۱۹۱۰، سنگ‌های دگرگونی ناحیه‌ای معنی و مفهوم دیگری پیدا کرد. این دانشمندان دما و فشار بالا و همچنین حرکات زمین ساختی حاکم بر اعماق این ژئوسنکلینال‌ها را عامل اصلی دگرگونی ناحیه‌ای دانستند.
- اصطلاح دینامومتامورفیسم در سال ۱۸۸۶ توسط H.Rosenbusch پیشنهاد شد و بعدها دانشمندان دیگری واژه Dynamic را برای دگرگونی کاتاکلاستیک بکار بردند.
- در فاصله سال‌های بین ۱۸۷۰ و ۱۹۰۰، سنگ‌نگاری میکروسکوپی به وجود آمد.
- Grubenmann (۱۹۲–۱۸۵۰) و Niggli سنگ‌های دگرگونی، ناحیه‌ای را بر حسب ترکیب شیمیایی تقسیم‌بندی نمودند که بعضی از زمین شناسان اروپایی هم از آن نامها استفاده می‌کنند.
- جورج بارو با بررسی زمین‌شناسی سنگ‌های دگرگونی در اسکاتلند، نشان داد که سنگ‌های دگرگونی این مناطق یک تغییر تدریجی در بافت و ترکیب کانی‌شناسی دارند و نتیجه این مطالعات باعث کشف زون دگرگونی تدریجی گردید.
- بررسی زون‌های مختلف کانی‌های دگرگونی به کرات و در نواحی مختلف توسط تیلی (۱۹۲۵) و هارکز (۱۹۳۲) و Barth (1936) صورت گرفت ولی در هیچ‌کدام از این مطالعات مسئله پیوند بین فرایندهای زمین‌شناسی و فرایندهای دگرگونی تدریجی به دقت مورد نظر قرار نگرفت.

## اقسام دگرگونی
- دگرگونی اصابتی یا دگرگونی ضربه
- دگرگونی مجاورتی یا دگرگونی حرارتی
- دگرگونی پویا یا دگرگونی کاتاکلاستیک
- دگرگونی ناحیه‌ای یا دیناموترمال متامورفیسم
- دگرگونی انباشتی یا دگرگونی تدفینی یا دگرگونی ایستا
- دگرگونی زیر کف اقیانوس‌ها
- دگرگونی آب‌گرمایی (هیدروترمال) یا دگرسانی آب‌گرمایی

## اقسام بافت‌های دگرگونی
- سنگ‌هایی که فاقد جهت‌یافتگی برتر می‌باشند.
- سنگ‌هایی که دارای جهت‌یافتگی برتر و شخصی هستند.

## اقسام رخساره‌های دگرگونی
- رخساره‌های دگرگونی مجاورتی
- رخساره‌های دگرگونی بر اثر وزن یا رخساره‌های تدفینی
- رخساره‌های دگرگونی ناحیه‌ای